# Sainte-Bazeille
Sainte-Bazeille est une commune du Sud-Ouest de la France, située dans le département de Lot-et-Garonne, en région Nouvelle-Aquitaine.

## Géographie

### Localisation
Commune de l'aire d'attraction de Marmande située au confluent de la Garonne et de la Gupie.

### Communes limitrophes
Sainte-Bazeille est limitrophe de huit autres communes.
Les communes limitrophes sont  Beaupuy, Castelnau-sur-Gupie, Couthures-sur-Garonne, Gaujac, Jusix, Lagupie, Marmande et Saint-Martin-Petit.
| Saint-Martin-Petit    | Lagupie         | Castelnau-sur-Gupie |
| Jusix                 | Sainte-Bazeille | Beaupuy             |
| Couthures-sur-Garonne | Gaujac          | Marmande            |

### Climat
Pour des articles plus généraux, voir Climat de la Nouvelle-Aquitaine et Climat de Lot-et-Garonne.
Historiquement, la commune est exposée à un climat océanique aquitain.  
En 2020, Météo-France publie une typologie des climats de la France métropolitaine dans laquelle la commune est exposée à un climat océanique et est dans la région climatique Aquitaine, Gascogne, caractérisée par une pluviométrie abondante au printemps, modérée en automne, un faible ensoleillement au printemps, un été chaud (19,5 °C), des vents faibles, des brouillards fréquents en automne et en hiver et des orages fréquents en été (15 à 20 jours).
Pour la période 1971-2000, la température annuelle moyenne est de 12,9 °C, avec une amplitude thermique annuelle de 15 °C. Le cumul annuel moyen de précipitations est de 818 mm, avec 11,4 jours de précipitations en janvier et 6,6 jours en juillet. Pour la période 1991-2020, la température moyenne annuelle observée sur la station météorologique la plus proche, située sur la commune de Saint-Sulpice-de-Pommiers à 23 km à vol d'oiseau, est de 13,8 °C et le cumul annuel moyen de précipitations est de 764,8 mm,. Pour l'avenir, les paramètres climatiques de la commune estimés pour 2050 selon différents scénarios d’émission de gaz à effet de serre sont consultables sur un site dédié publié par Météo-France en novembre 2022.

## Urbanisme

### Typologie
Au 1er janvier 2024, Sainte-Bazeille est catégorisée bourg rural, selon la nouvelle grille communale de densité à sept niveaux définie par l'Insee en 2022.
Elle appartient à l'unité urbaine de Marmande, une agglomération inter-départementale regroupant dix  communes, dont elle est une commune de la banlieue,,. Par ailleurs la commune fait partie de l'aire d'attraction de Marmande, dont elle est une commune de la couronne,. Cette aire, qui regroupe 48 communes, est catégorisée dans les aires de 50 000 à moins de 200 000 habitants,.

### Occupation des sols

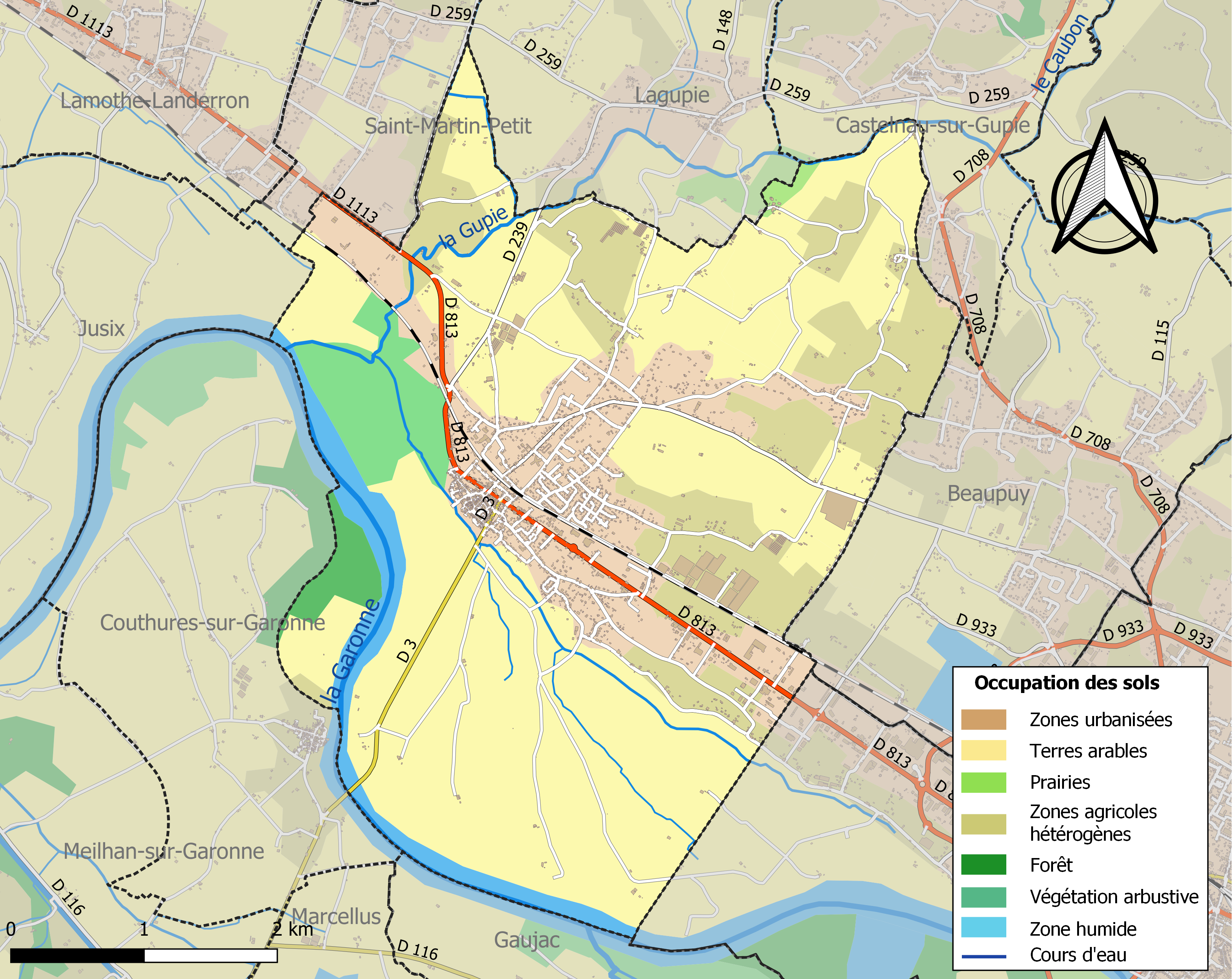
Carte des infrastructures et de l'occupation des sols de la commune en 2018 (CLC).

L'occupation des sols de la commune, telle qu'elle ressort de la base de données européenne d’occupation biophysique des sols Corine Land Cover (CLC), est marquée par l'importance des territoires agricoles (71,8 % en 2018), en diminution par rapport à 1990 (83,5 %). La répartition détaillée en 2018 est la suivante : 
terres arables (46,9 %), zones agricoles hétérogènes (18,3 %), zones urbanisées (16,1 %), cultures permanentes (6,3 %), milieux à végétation arbustive et/ou herbacée (4,4 %), eaux continentales (4,4 %), zones industrielles ou commerciales et réseaux de communication (1,8 %), forêts (1,5 %), prairies (0,3 %). L'évolution de l’occupation des sols de la commune et de ses infrastructures peut être observée sur les différentes représentations cartographiques du territoire : la carte de Cassini (XVIIIe siècle), la carte d'état-major (1820-1866) et les cartes ou photos aériennes de l'IGN pour la période actuelle (1950 à aujourd'hui).

### Voies de communication et transports
La principale voie de communication routière est la route départementale D 813, anciennement RN 113, reliant Bordeaux à Marseille.
L'accès à l'autoroute A62 (Bordeaux-Toulouse) le plus proche est le no 5, dit de Marmande, distant de 13 km par la route vers le sud - sud-est.
La commune abrite une gare SNCF, la gare de Sainte-Bazeille, entre La Réole et Marmande, sur la ligne Bordeaux-Sète du TER Nouvelle-Aquitaine.

### Risques majeurs
Le territoire de la commune de Sainte-Bazeille est vulnérable à différents aléas naturels : météorologiques (tempête, orage, neige, grand froid, canicule ou sécheresse), inondations, mouvements de terrains et séisme (sismicité très faible). Il est également exposé à deux risques technologiques, le transport de matières dangereuses et la rupture d'un barrage. Un site publié par le BRGM permet d'évaluer simplement et rapidement les risques d'un bien localisé soit par son adresse soit par le numéro de sa parcelle.

#### Risques naturels
La commune fait partie du territoire à risques importants d'inondation (TRI) de Tonneins et Marmande, regroupant 19 communes concernées par un risque de débordement de la Garonne, un des 18 TRI qui ont été arrêtés fin 2012 sur le bassin Adour-Garonne. Les événements antérieurs à 2014 les plus significatifs sont les crues de 1770, 1875, 1930 et 1952. Des cartes des surfaces inondables ont été établies pour trois scénarios : fréquent (crue de temps de retour de 10 ans à 30 ans), moyen (temps de retour de 100 ans à 300 ans) et extrême (temps de retour de l'ordre de 1 000 ans, qui met en défaut tout système de protection). La commune a été reconnue en état de catastrophe naturelle au titre des dommages causés par les inondations et coulées de boue survenues en 1982, 1983, 1994, 1999, 2007, 2009, 2018 et 2021,.
Les mouvements de terrains susceptibles de se produire sur la commune sont des tassements différentiels.

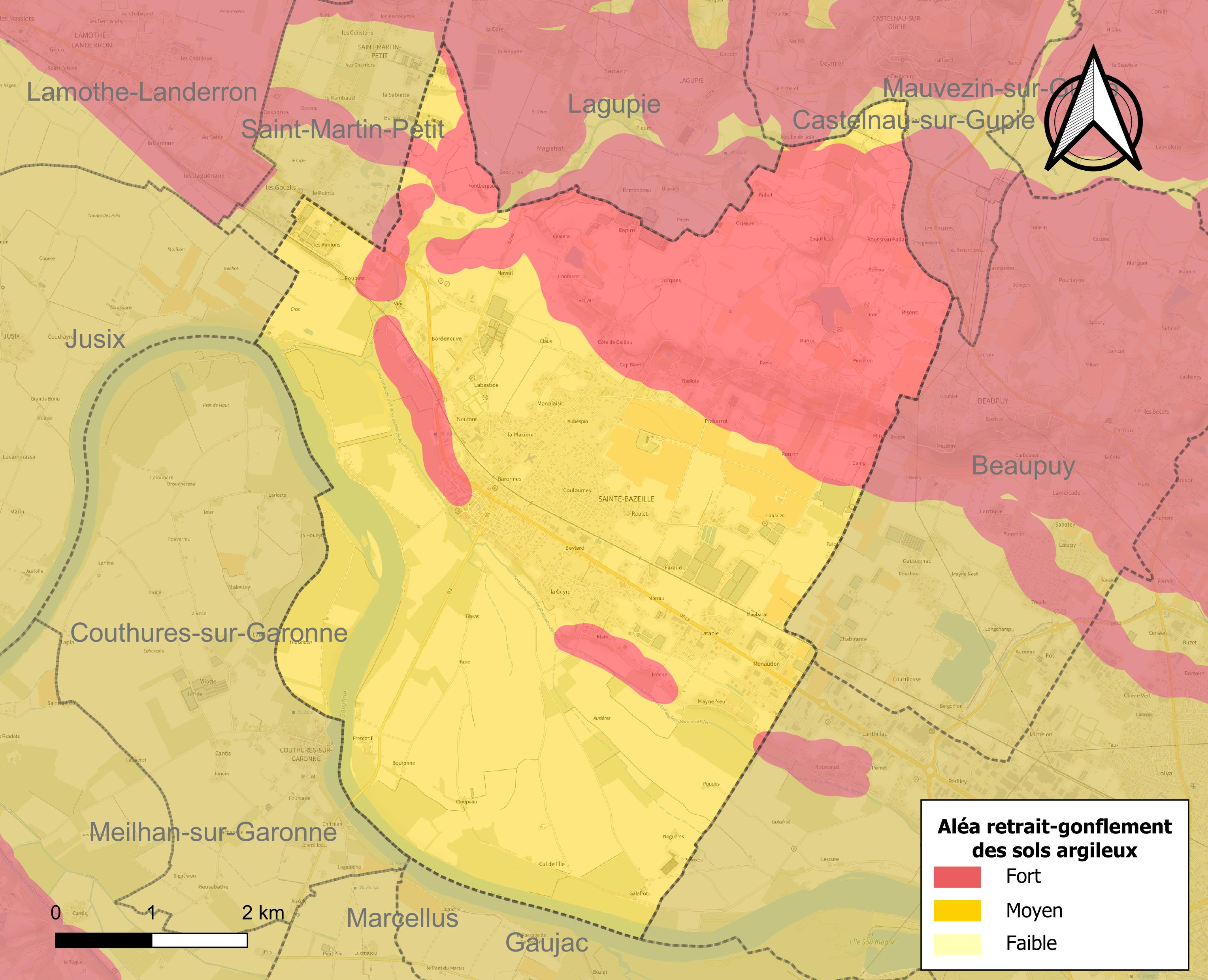
Carte des zones d'aléa retrait-gonflement des sols argileux de Sainte-Bazeille.

Le retrait-gonflement des sols argileux est susceptible d'engendrer des dommages importants aux bâtiments en cas d’alternance de périodes de sécheresse et de pluie. La totalité de la commune est en aléa moyen ou fort (91,8 % au niveau départemental et 48,5 % au niveau national). Depuis le 1er octobre 2020, en application de la loi ELAN, différentes contraintes s'imposent aux vendeurs, maîtres d'ouvrages ou constructeurs de biens situés dans une zone classée en aléa moyen ou fort,.
Concernant les mouvements de terrains, la commune a été reconnue en état de catastrophe naturelle au titre des dommages causés par la sécheresse en 1989, 2003 et 2009 et par des mouvements de terrain en 1999.

#### Risque technologique
La commune est en outre située en aval des barrages de Grandval dans le Cantal et de Sarrans en Aveyron, des ouvrages de classe A. À ce titre elle est susceptible d’être touchée par l’onde de submersion consécutive à la rupture de cet ouvrage.

## Toponymie
La commune doit son nom à sainte Basilla, chrétienne de Galice qui fut, d’après la légende, martyrisée sur son sol au IVe siècle.
Le nom de la commune est Senta Baselha en gascon.
Les habitants en sont les Bazeillais.

## Histoire

### Les Caumont seigneurs de Sainte-Bazeille
Anissant de Caumont est seigneur de Sainte-Bazeille, de Landerron, de Puch, de Monheurt et autres lieux avant 1247. Il appartenait à la famille de Caumont et vivait au temps de Guillaume II de Caumont. Il était le second fils de Nompar Ier de Caumont, seigneur de Lauzun, et de Guillelmine de Boville. Il a épousé Rembours de Périgord, fille d'Archambaud, comte de Périgord, vicomte de Lomagne et d'Auvillars. Il était mort en juin 1281. Son fils Anissant II de Caumont lui a succédé. Bernard de Boville était coseigneur de Sainte-Bazeille en 1251. Anissant II de Caumont est mort avant 1299 car dans un acte sa veuve, Isabelle de Péberac, est coseigneur de Sainte-Bazeille avec Jourdain de L'Isle. Anissant II a eu de son mariage deux fils, l'aîné Alexandre de Caumont est seigneur de Sainte-Bazeille et eut des démêlés avec Jourdain de L'Isle, coseigneur de Sainte-Bazeille. Ce dernier a pris et brûlé le château d'Alexandre de Caumont. Ayant été accusé de 18 chefs devant le roi Charles IV, condamné par le parlement et pendu en 1323. La guerre en la France et l'Angleterre ayant repris en 1336, Sainte-Bazeille est occupée par les  Français en 1338. Le roi d'Angleterre reprend le contrôle de  Sainte-Bazeille en 1340. Le frère aîné et héritier de Jourdain de L'Isle, Bernard de L'Isle, coseigneur de Sainte-Bazeille, combat du côté français. Édouard III a donné la moitié de Sainte-Bazeille appartenant à Bernard de L'Isle à Bérard d'Albret qui ne l'a pas conservé très longtemps. Les Français ont repris Sainte-Bazeille en octobre 1342 après un siège qui avait commencé avant le 23 août. Alexandre de  Caumont a dû négocier la reddition du château de Sainte-Bazeille avec le comte d'Armagnac et Bérard d'Albret est fait prisonnier. Henri de Lancastre, comte de Derby, remporte la bataille d'Auberoche, le 21 octobre 1345. Sainte-Bazeille a alors choisi de reconnaître le roi d'Angleterre comme suzerain qui a remis la ville à Alexandre de Caumont. Ce  dernier est fait prisonnier au cours d'une attaque du pont d'Aiguillon par un écuyer de Jean de France, duc de Normandie, en 1346. Alexandre de Caumont s'était marié avec Blanche de La Mothe, fille d'Amanieu de La Mothe, seigneur de Roquetaillade et de Langon. Il a eu de ce mariage trois filles. L'aînée, Hélène de Caumont, s'est mariée le 26 octobre 1357 avec Bérard d'Albret, fils de Mathe, sœur de Jean Ier d'Armagnac, et lui a apporté les seigneuries de Sainte-Bazeille, de Landerron et de Puch avec le consentement de ses autres sœurs. Alexandre de Caumont est mort en octobre 1357.

### Les d'Albret seigneurs de  Sainte-Bazeille
Les Albret sont alors seigneurs de Sainte-Bazeille. François d'Albret est le seul fils né du mariage d'Hélène de Caumont et Bérard d'Albret et leur héritier universel. Il a épousé en 1403, du consentement de Charles Ier d'Albret, son cousin, connétable de France, Jeanne de Roucy, nièce de Jean de Roucy, évêque de Laon, fille de Hugues, comte de Roucy, et de Blanche de Coucy. François d'Albret fait son testament le 3 janvier 1427 et fait de son cousin, Charles d'Albret, un des fils de Charles II d'Albret, son héritier.
En 1435 Charles d'Albret donne à Jeanne de Roucy, veuve de François d'Albret, la seigneurie de Buzet. Les troupes françaises envahissent l'Agenais en 1442? Sainte-Bazeille est prise. En février 1452 les Anglais reprennent Sainte-Bazeille et pillent la ville mais ne la gardent pas. En 1456, Charles II d'Albret passa un acte rétablissait une coutume interdisant le démembrement ou l'aliénation du domaine d'Albret et devait être transmis de mâle en mâle par ordre de primogéniture. Ses fils s'engagèrent par serment de le respecter. En 1471, Charles d'Albret se lie à la cause de Charles de France en opposition à son frère, le roi Louis XI avec la Ligue du Bien public, mais il meurt à Bordeaux en 1472. Louis XI ayant fait assiéger la ville de Lectoure, Jean V d'Armagnac doit capituler et accepter de céder ses terres au roi en juin 1472. Avec l'aide de Charles d'Albret, seigneur de Sainte-Bazeille, Jean V d'Armagnac reprend Lectoure par surprise et y fait prisonnier Pierre de Beaujeu, gouverneur de Guyenne. La  ville, une nouvelle fois assiégée est prise par les troupes du roi de France. Jean V d'Armagnac est assassiné le 5 mars 1473 ? Charles d'Albret est fait prisonnier. Il est condamné à  mort par le parlement  de Bordeaux et décapité à Poitiers le 7 avril 1473.
La seigneurie de Sainte-Bazeille est  passée à Alain d'Albret en 1473, neveu de Charles d'Albret.

### Les ducs de Bouillon seigneurs de Sainte-Bazeille
La seigneurie de Sainte-Bazeille possession de la maison d'Albret va alors suivre les péripéties de l'histoire de l'Albret. Le duché d'Albret est cédé le 20 mars 1651 par Louis XIV au duc de Bouillon contre les principautés de Sedan et Raucourt. Il est resté dans cette famille jusqu'à la Révolution.

### Après 1789
Au cours de la période de la Convention nationale (1792-1795), la commune porte le nom révolutionnaire de Chalier.
Le 22 juillet 1789 on fait prendre la  cocarde à tout le monde et le 30 juillet une grande épouvante saisit les habitants au bruit annonçant des troubles dans certaines paroisses.

## Politique et administration

### Liste des maires
| Période                                  | Période   | Identité          | Étiquette | Qualité                                                       |
| ---------------------------------------- | --------- | ----------------- | --------- | ------------------------------------------------------------- |
| Les données manquantes sont à compléter. |           |                   |           |                                                               |
|                                          |           |                   |           |                                                               |
| mars 1965                                | juin 1995 | Fernand Lagaüzère | DVD       | Viticulteur                                                   |
| juin 1995                                | mars 2001 | Pierre Lapoire    | PCF       | Boulanger retraité                                            |
| mars 2001                                | mars 2014 | Michel Vigneau    | DVD       | Pharmacien                                                    |
| mars 2014 (réélu en mai 2020)            | En cours  | Gilles Lagaüzère  | DVD       | Viticulteur 3e vice-président de Val de Garonne Agglomération |

### Jumelage
Ragogna, région Frioul-Vénétie julienne (Italie) depuis 2010.

## Démographie
L'évolution du nombre d'habitants est connue à travers les recensements de la population effectués dans la commune depuis 1793. Pour les communes de moins de 10 000 habitants, une enquête de recensement portant sur toute la population est réalisée tous les cinq ans, les populations de référence des années intermédiaires étant quant à elles estimées par interpolation ou extrapolation. Pour la commune, le premier recensement exhaustif entrant dans le cadre du nouveau dispositif a été réalisé en 2005.

En 2022, la commune comptait 3 183 habitants, en évolution de +1,43 % par rapport à 2016 (Lot-et-Garonne : −0,18 %, France hors Mayotte : +2,11 %).
| 1793  | 1800  | 1806  | 1821  | 1831  | 1836  | 1841  | 1846  | 1851  |
| ----- | ----- | ----- | ----- | ----- | ----- | ----- | ----- | ----- |
| 2 332 | 2 340 | 2 418 | 2 656 | 2 798 | 2 748 | 2 800 | 2 780 | 2 790 |

| 1856  | 1861  | 1866  | 1872  | 1876  | 1881  | 1886  | 1891  | 1896  |
| ----- | ----- | ----- | ----- | ----- | ----- | ----- | ----- | ----- |
| 2 814 | 3 001 | 2 537 | 2 552 | 2 519 | 2 565 | 2 526 | 2 508 | 2 079 |

| 1901  | 1906  | 1911  | 1921  | 1926  | 1931  | 1936  | 1946  | 1954  |
| ----- | ----- | ----- | ----- | ----- | ----- | ----- | ----- | ----- |
| 1 998 | 1 948 | 1 875 | 1 633 | 1 799 | 1 846 | 1 831 | 1 702 | 1 789 |

| 1962  | 1968  | 1975  | 1982  | 1990  | 1999  | 2005  | 2006  | 2010  |
| ----- | ----- | ----- | ----- | ----- | ----- | ----- | ----- | ----- |
| 1 824 | 1 948 | 2 368 | 2 626 | 2 629 | 2 656 | 2 769 | 2 817 | 3 044 |

| 2015  | 2020  | 2022  | - | - | - | - | - | - |
| ----- | ----- | ----- | - | - | - | - | - | - |
| 3 143 | 3 174 | 3 183 | - | - | - | - | - | - |

## Lieux et monuments
- L'actuelle église Notre-Dame, construite à la fin du XIXe siècle en lieu et place d'une chapelle romane (anciennement dédiée à sainte Marie-Madeleine) dont ne fut gardée que la tour faisant office de clocher et qui fut surélevée d'une flèche[25]. L'église présente la particularité d'avoir son portail principal surmonté d'un bandeau portant l'inscription « liberté égalité fraternité » de même qu'une porte latérale dont le tympan porte la même devise[38]. Elle est inscrite à l'Inventaire général du patrimoine culturel[38].
- L'église Sainte-Bazeille, au cœur du cimetière communal, est l'église primitive de la paroisse et date des VIe et VIIe siècles[39].
- La salle des fêtes, construite en 1930, a d'abord été un foyer de campagne qui est devenu en 1943 un cinéma, l'Olympia, jusque dans les années 1970 ; elle est remarquable aujourd'hui pour sa façade art déco[40].
- Une maison à pans de bois est visible au no 36 de la rue Saint-Pey-d'Aaron[41].

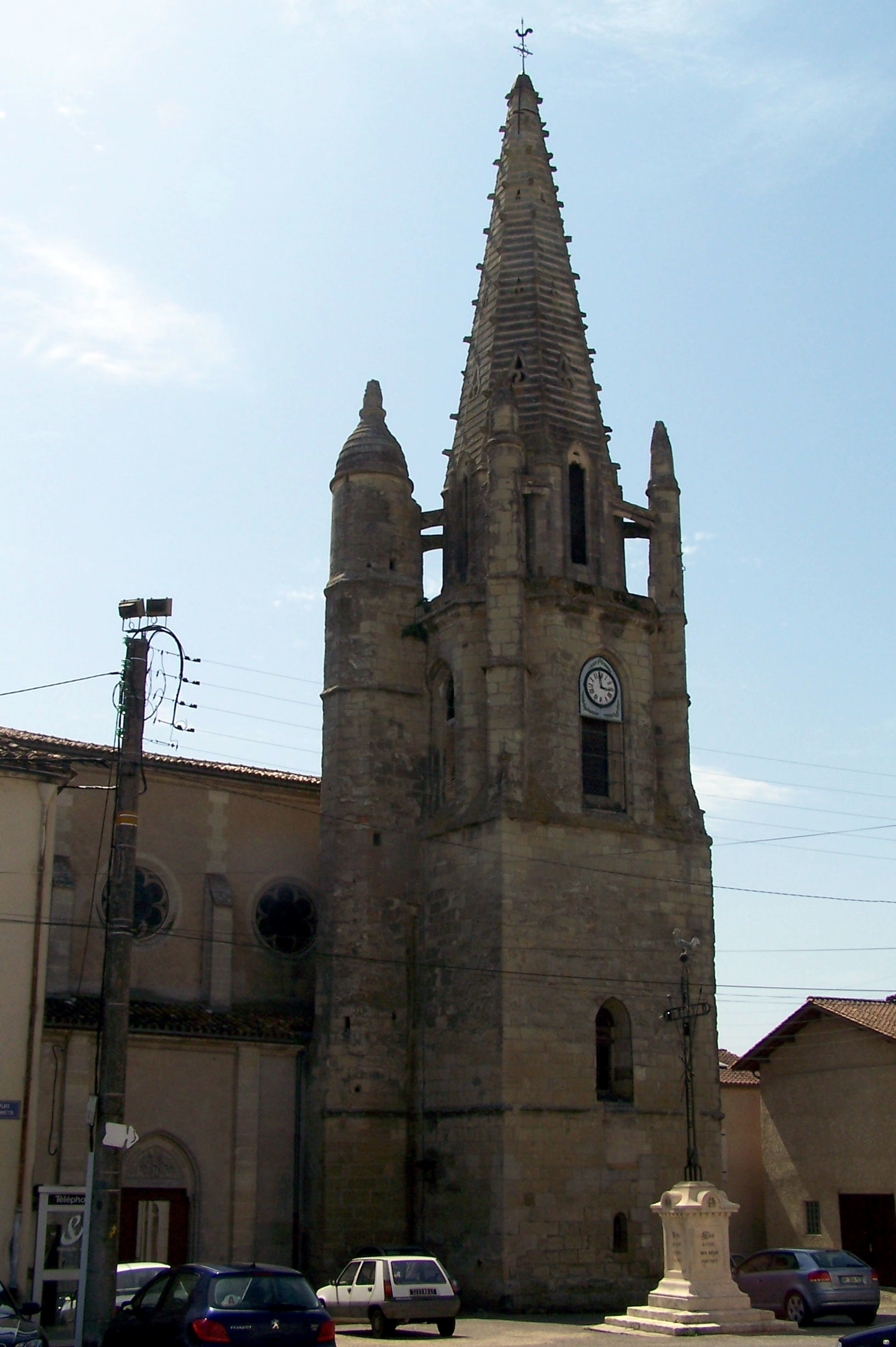
L'église Notre-Dame (août 2011).
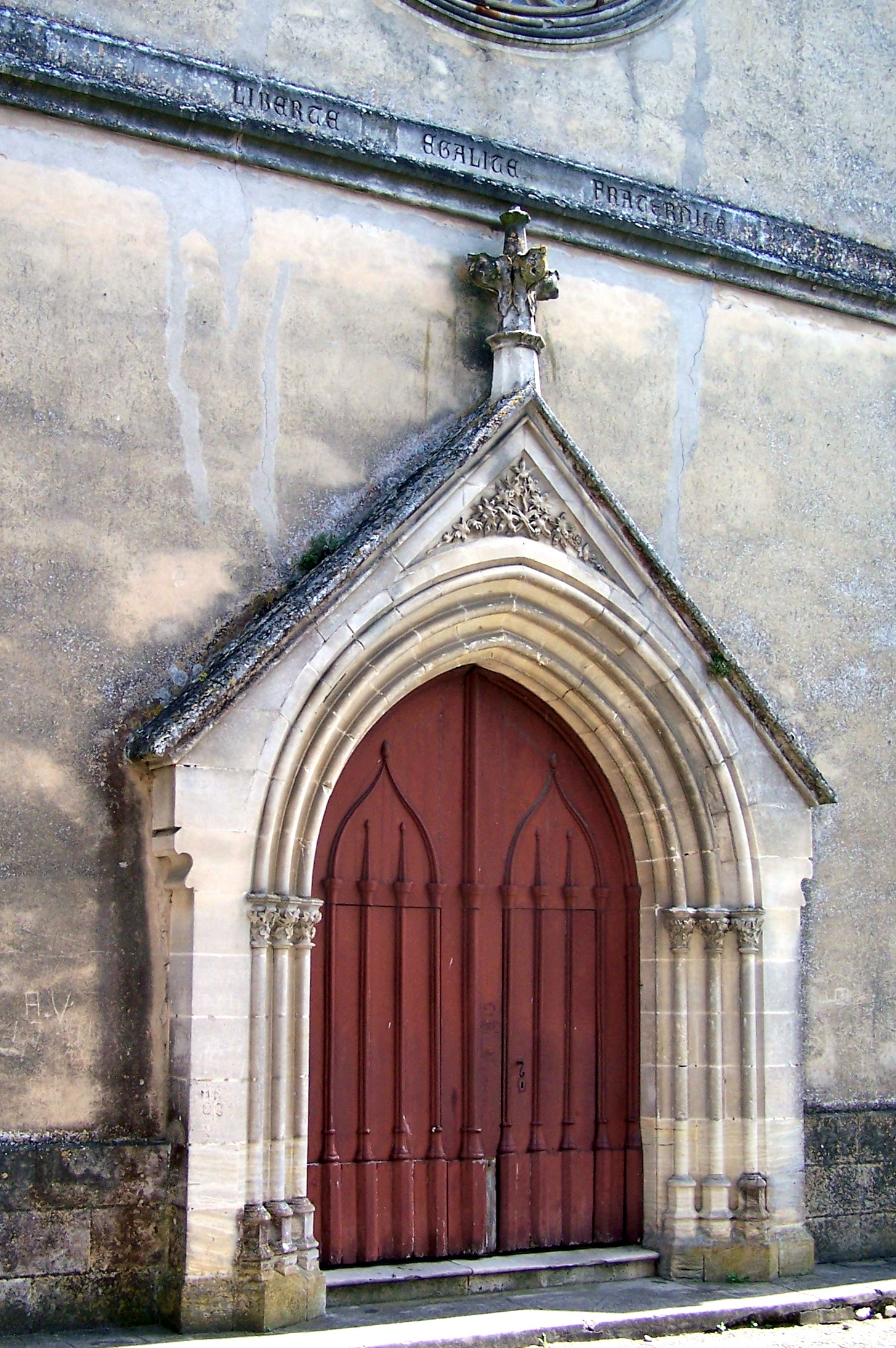
Le portail de l'église surmonté de la devise liberté égalité fraternité (août 2011).
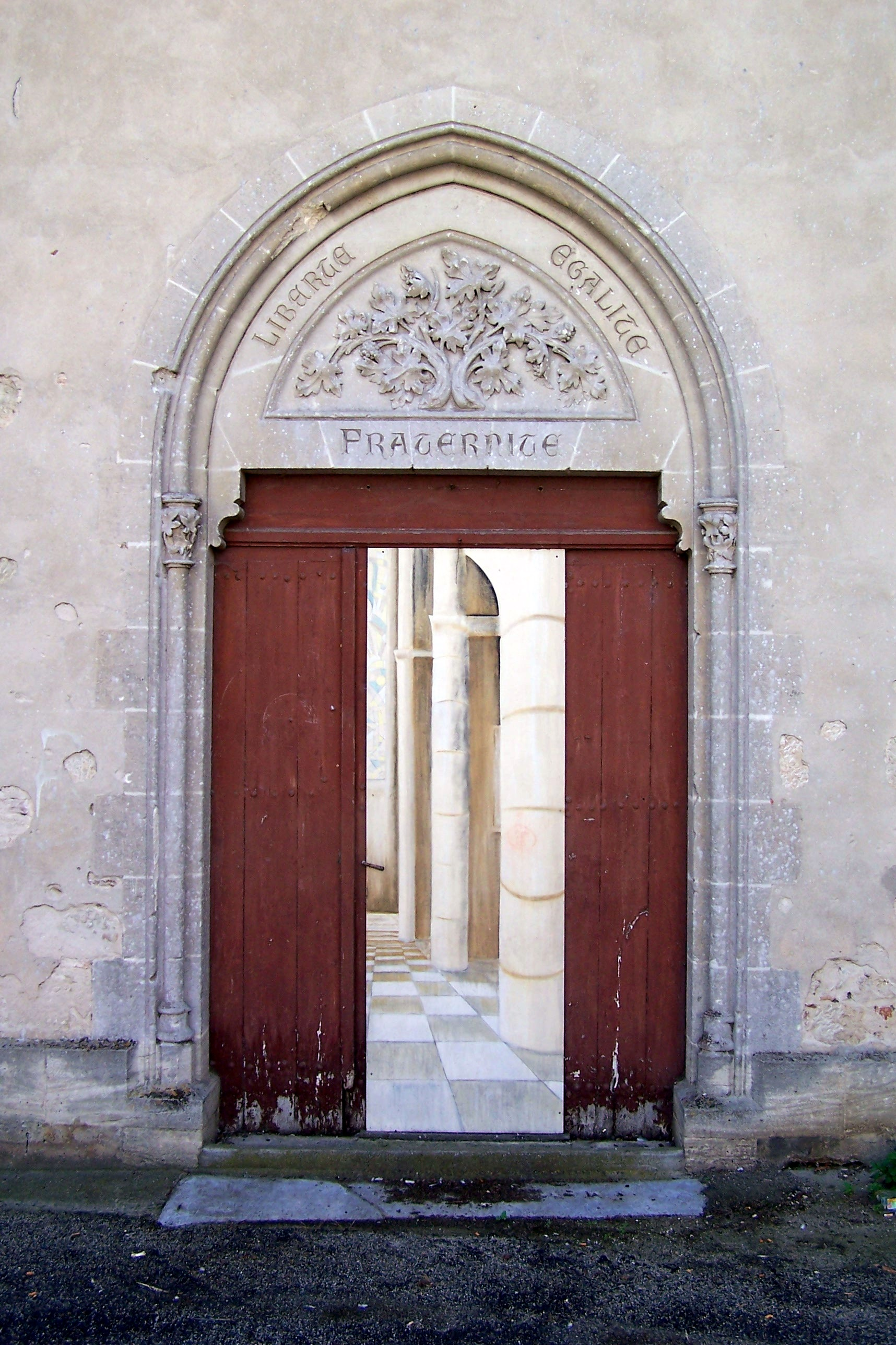
La porte latérale surmontée de la devise liberté égalité fraternité (août 2011).
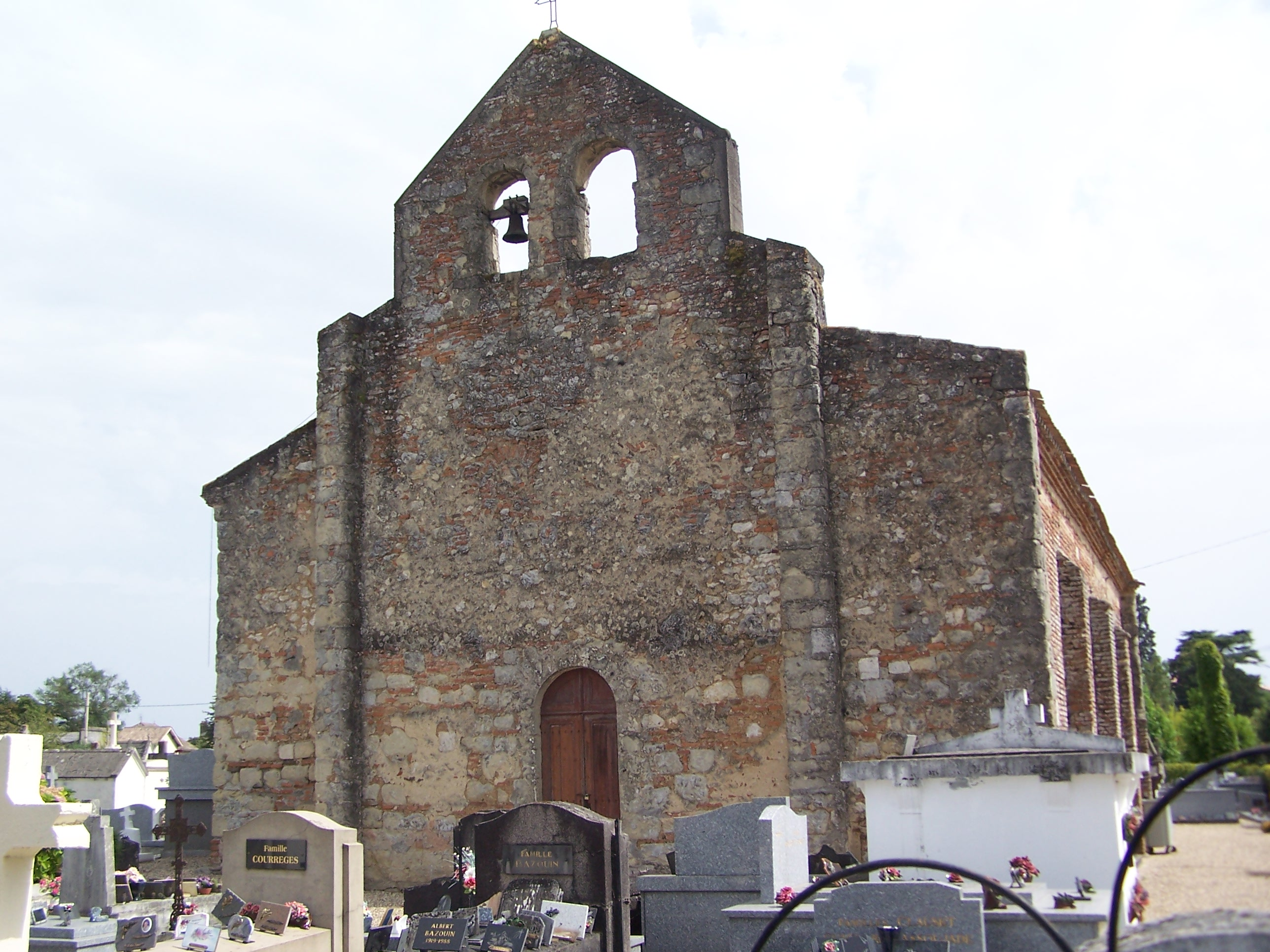
L'église Sainte-Bazeille (août 2012).
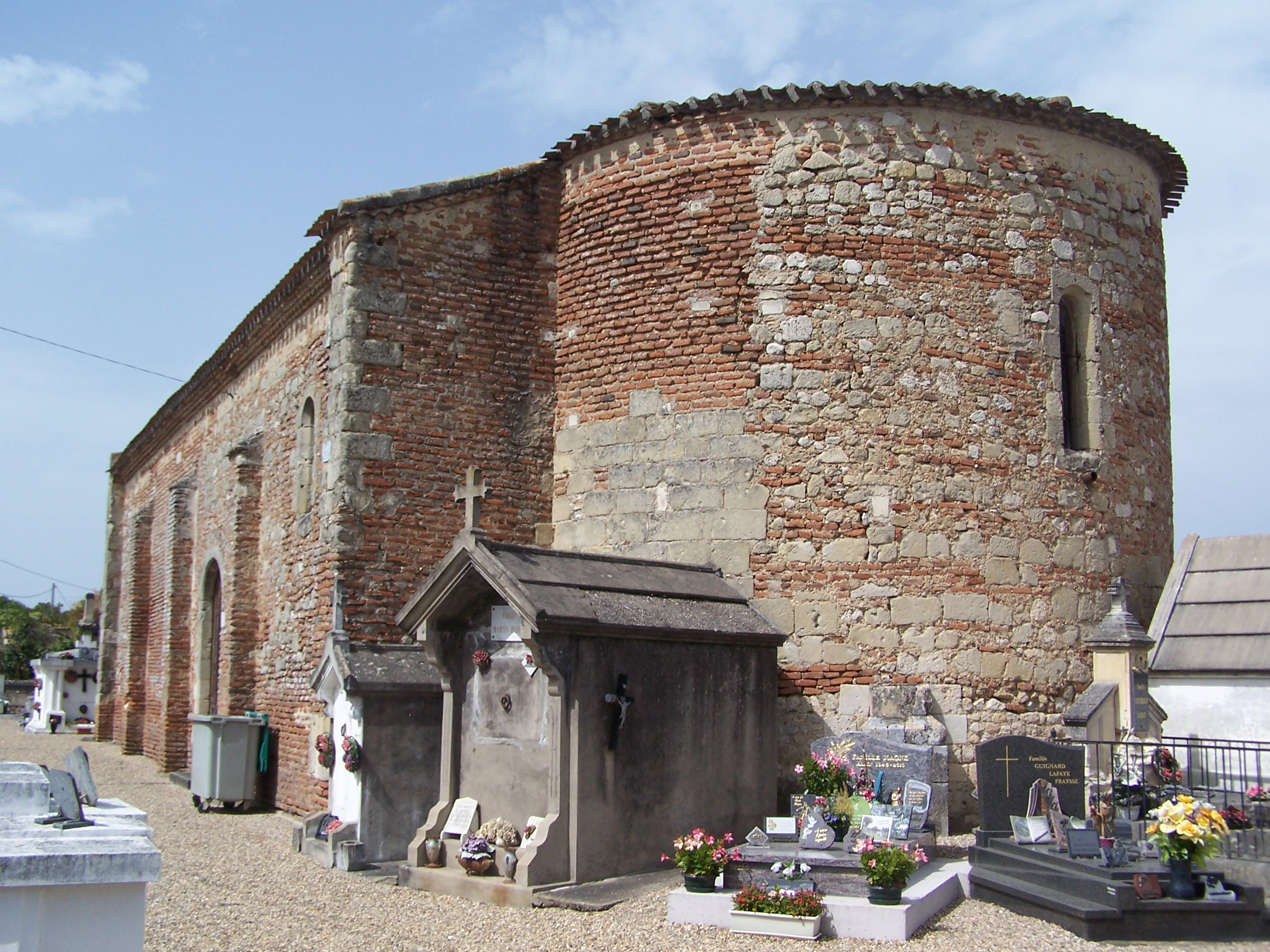
Le chevet de l'église Sainte-Bazeille (août 2012).
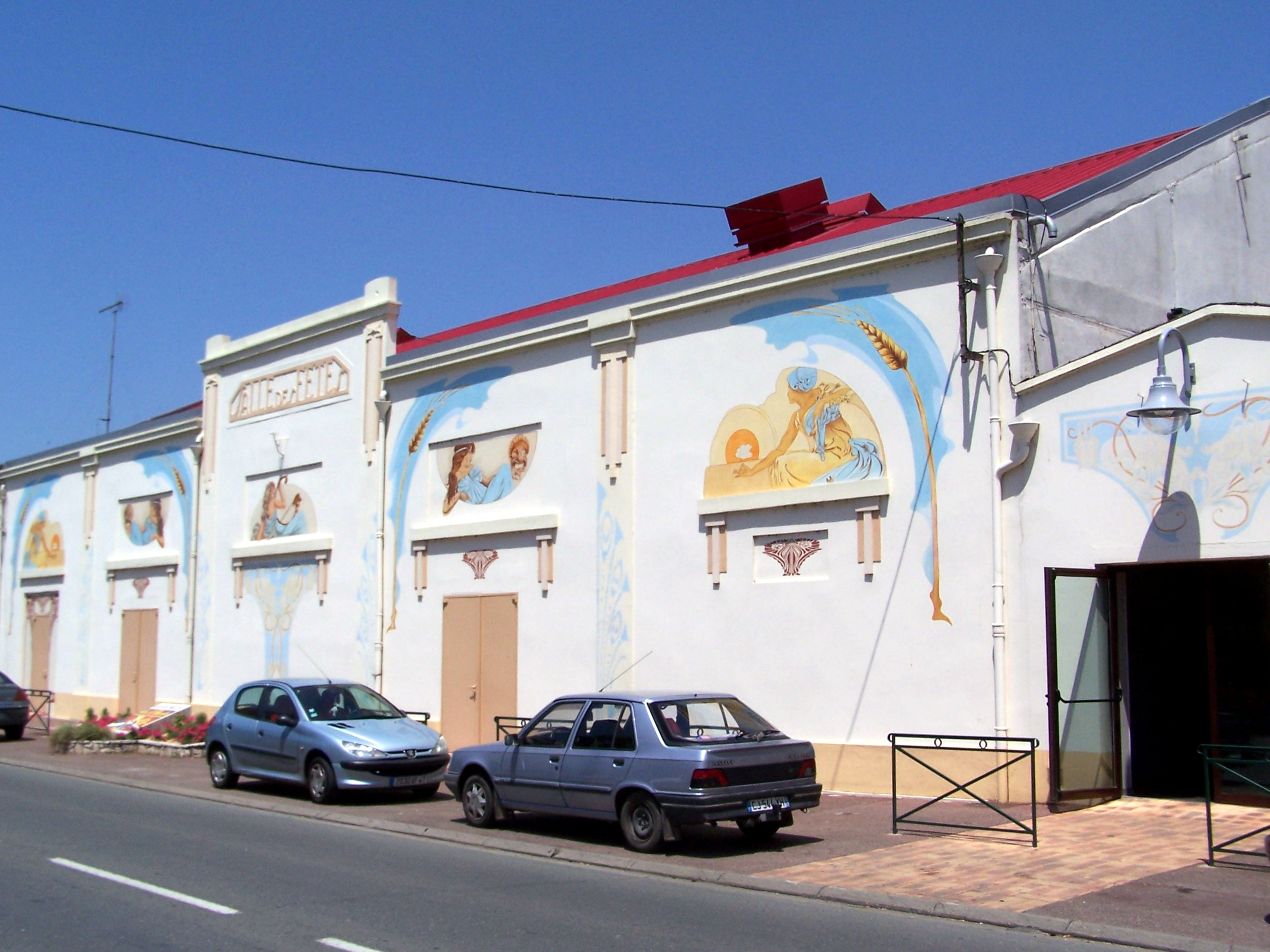
La salle des fêtes (juin 2014).
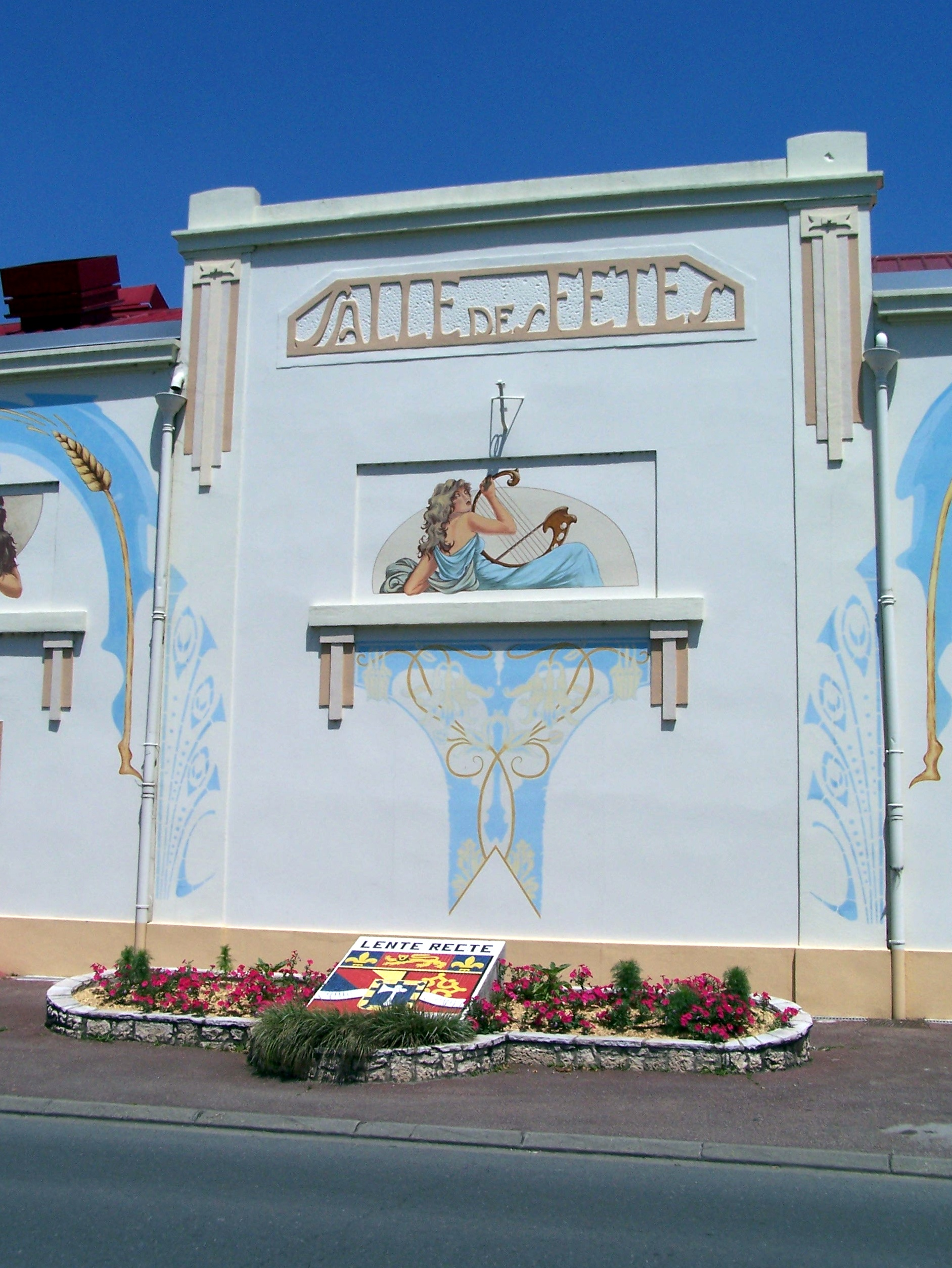
La salle des fêtes (juin 2014).
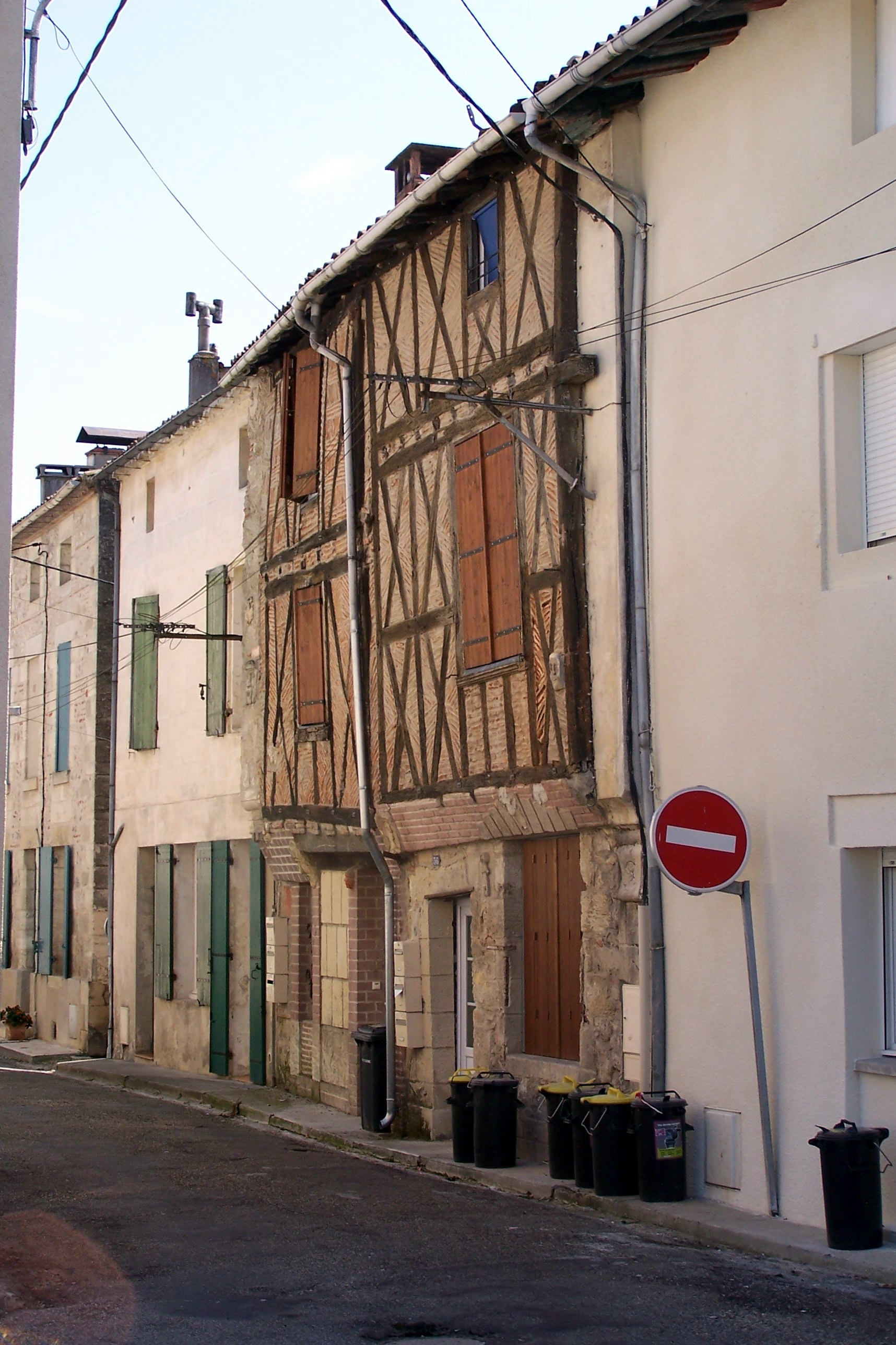
Maison à pans de bois (août 2011).
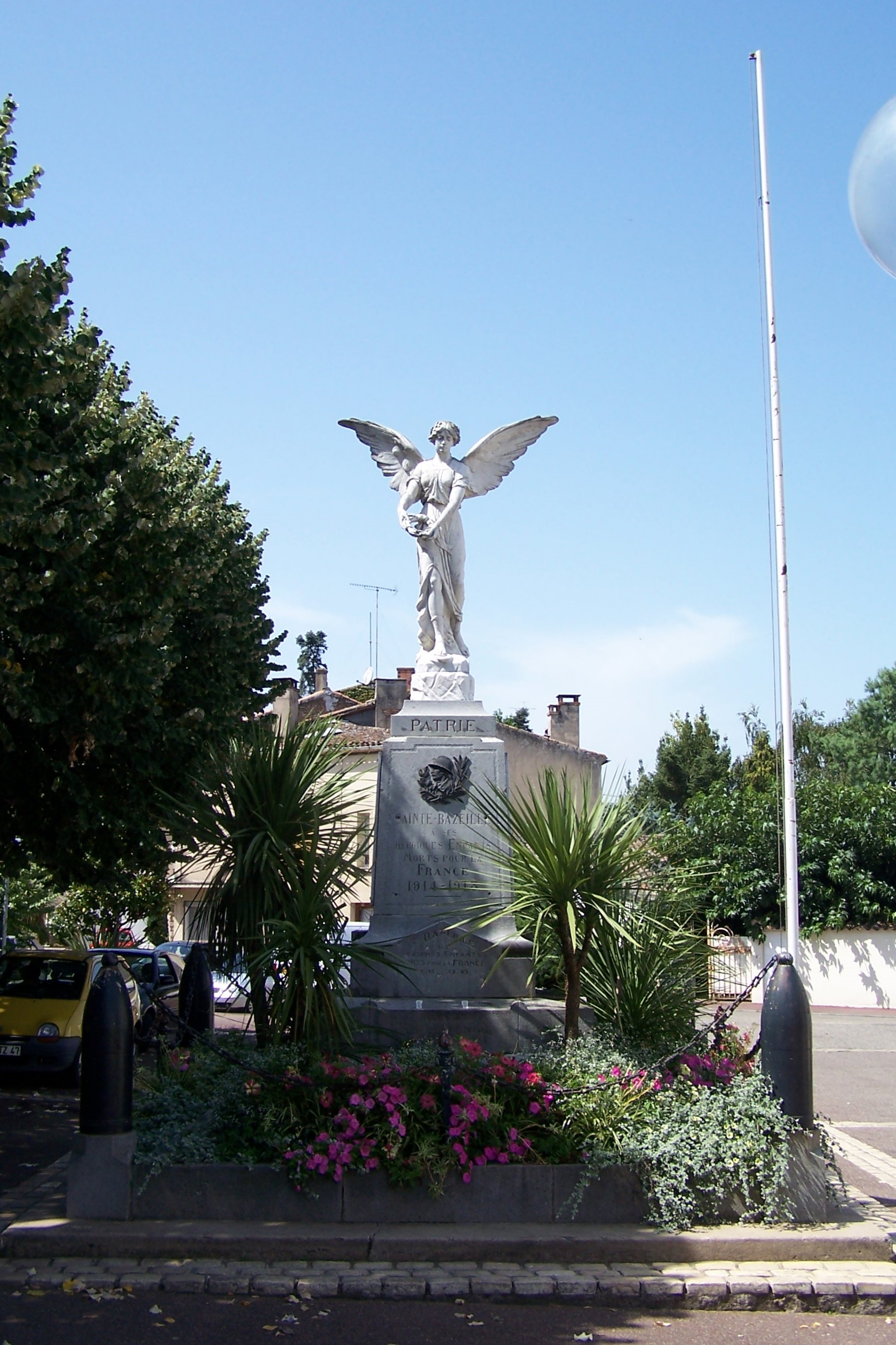
Le monument aux morts (août 2011).
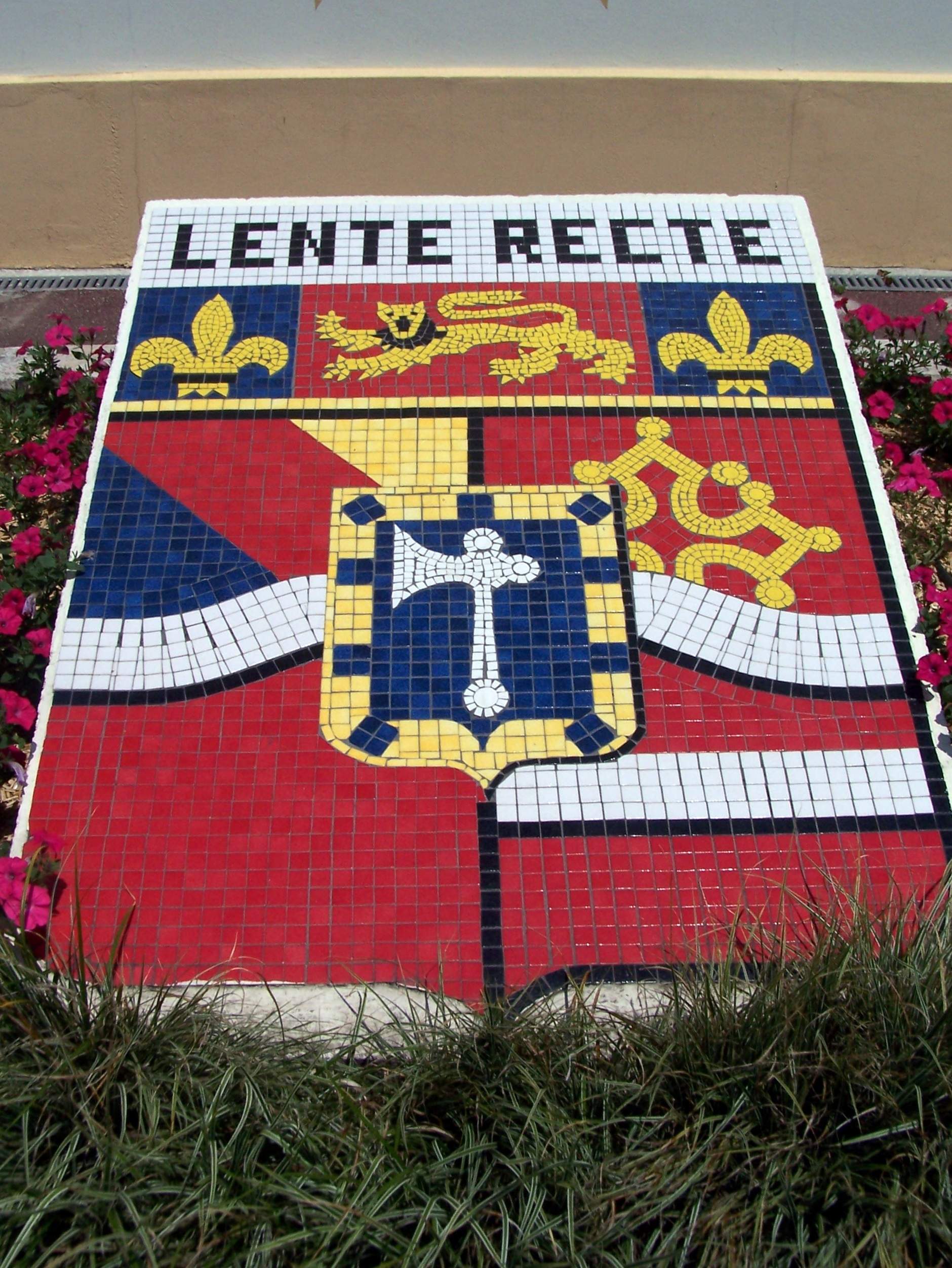
Blason de Sainte-Bazeille en mosaïque.

## Culture locale et patrimoine

### Personnalités liées à la commune
- Jean-Louis Martinet, compositeur, né à Sainte-Bazeille le 8 novembre 1912.

### Héraldique
| Blason de Sainte-Bazeille | Blason  | Écartelé : au premier tiercé en bande d’or, de gueules et d’azur, au deuxième de gueules à la croix cléchée, vidée et pommetée de douze pièces d’or, au troisième de gueules plain au quatrième de gueules à la fasce d’argent ; à la fasce ondée d’argent brochant sur la partition ; sur le tout d’azur à la hache d’armes d’argent, à la bordure d’or chargée de neuf tourteaux du champ ; le tout sommé d’un comble de gueules chargé d’un léopard d’or, flanqué en pal d’azur à dextre et à senestre et à senestre, chaque pal chargé d’une fleur de lys aussi d’or. |
| Blason de Sainte-Bazeille | Détails | Le statut officiel du blason reste à déterminer. |

## Sports
- US Bazeille est le club de football[42].
- RC Bazeille le club de rugby à XV évoluant en championnat de France de 3e division fédérale pour la saison 2007-2008.
- BBB est le club de basket-ball.